# Indiana Glass Company
Indiana Glass Company fue una empresa estadounidense que fabricó cristalería y vajillas prensadas, sopladas y moldeadas a mano durante casi 100 años. Los predecesores de la empresa iniciaron sus actividades en Dunkerque (Indiana) en 1896 y 1904, cuando la zona centro-este de Indiana experimentó el auge del gas de Indiana. La empresa comenzó su andadura en 1907, cuando un grupo de inversores liderado por Frank W. Merry constituyó una sociedad para comprar la fábrica de vidrio de Dunkerque que pertenecía a la National Glass Company, en quiebra. National Glass era un fondo de cristalería que originalmente poseía 19 fábricas de vidrio, incluida la planta de Dunkerque. National Glass quebró en 1907 y sus activos se vendieron a finales de 1908.
Indiana Glass Company fabricaba sobre todo vajillas, lámparas y jarrones, aunque tenía otros productos. Los coleccionistas consideran a la empresa un fabricante de vidrio de la Depresión, vidrio Goofus y vidrio Carnival. Un cliente muy conocido era la cadena de autocines A&W que ofrecía jarras de A&W Root Beer, e Indiana Glass fue el fabricante original de jarras de root beer para esa empresa. Otro cliente importante fue Kmart.
En 1957, Lancaster Lens Company adquirió una participación mayoritaria en Indiana Glass. Lancaster Lens Company pasó a llamarse Lancaster Glass Company, pero Indiana Glass continuó siendo una entidad independiente. En la década de 1960, una reorganización convirtió a Indiana Glass Company en filial de Lancaster Colony Corporation. Indiana Glass tuvo un resurgimiento en las ventas durante la década de 1970, y comenzó a comercializar algunas de sus vajillas para el hogar a través de Tiara Exclusives de Lancaster Colony. Indiana Glass siguió operando en Dunkerque hasta noviembre de 2002, cuando se cerró la planta. Aunque una planta de vidrio propiedad de Lancaster Colony continuó operando en Oklahoma bajo el nombre de Indiana Glass Company, esa planta fue parte de una venta a otra empresa de vidrio a finales de 2007.

## Antecedentes

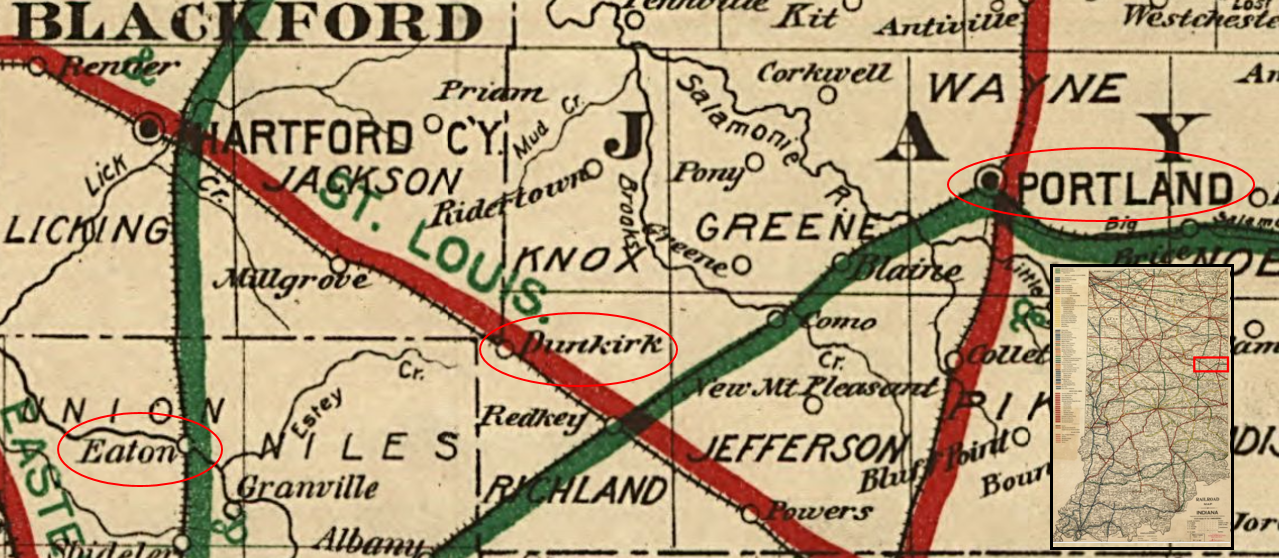
Eaton, Dunkirk y Portland, Indiana

A finales de la década de 1880, el descubrimiento de gas natural inició un periodo de auge económico en el centro-este de Indiana. El gas se encontró por primera vez en la ciudad de Eaton, en el condado de Delaware, y en la ciudad adyacente de Portland, en el condado de Jay. En 1880, el condado de Jay, un condado rural del centro-este de Indiana, sólo contaba con 210 personas trabajando en el sector manufacturero. En 1900, el condado contaba con más de 1.423 personas empleadas en plantas manufactureras que, en su mayoría, eran fábricas de vidrio. El centro-este de Indiana se convirtió en el principal centro manufacturero del estado.

### Compañía de vidrio Beatty-Brady
En 1895, el Ferrocarril de Pensilvania construyó una gran estructura a lo largo de su barandilla en Dunkerque, Indiana, cerca de la esquina sureste del condado de Blackford pero dentro del condado de Jay. El edificio estaba destinado a la reparación de vagones de mercancías, pero nunca llegó a utilizarse. En 1896, el edificio se vendió a George Beatty y James Brady, que fundaron la Beatty-Brady Glass Company. En 1900, esta fábrica de vidrio empleaba a 225 personas y sus productos eran vajillas.
Entre 1888 y 1890, la mayoría de las fábricas de vidrio de Estados Unidos tuvieron dificultades financieras.Estados Unidos sufrió seis contracciones económicas entre 1880 y 1900.La deflación fue un problema, y el término depresión se ha utilizado para describir esa época económica en lugar de simplemente recesión. En 1893 se produjo una crisis bancaria.Además de los difíciles tiempos económicos, la Beatty-Brady Glass Company tuvo más problemas. En marzo de 1899, George Beatty fue arrestado en Portland, Indiana, por seis denuncias diferentes. Todas las denuncias estaban relacionadas con actividades antisindicales, y se dijo que la acción iniciaba "una gran lucha entre el trabajo organizado y el no sindicalizado, y será observada con interés en todo el país..." Poco después, el asunto fue remitido directamente al Tribunal Supremo de Indiana.

### National Glass Company
En noviembre de 1899, la Beatty-Brady Glass Company fue vendida a la National Glass Company, un consorcio de cristalería de mesa que comenzó con 11 empresas de vidrio y rápidamente se convirtió en 19, a las que se añadieron más posteriormente. Las fábricas de la National Glass Company estaban sindicadas, y su planta de Dunkerque (Beatty-Brady Glass Company) se sindicó el 1 de enero de 1900. La National Glass Company tuvo sus propias dificultades, y en 1903 tenía problemas financieros. Aunque comenzó con numerosas fábricas, tres habían sido desmanteladas, tres fueron destruidas por el fuego (y no reconstruidas), y algunas fábricas se retiraron del trust. A finales de 1904, todas las fábricas restantes estaban inactivas.
El 22 de enero de 1904, National Glass anunció que reduciría su plantilla y probaría una nueva forma de operar: arrendar plantas a terceros. Entre las plantas arrendadas estaba la de Dunkerque (la planta de Beatty-Brady), y fue arrendada por Frank W. Merry. Los cambios se hicieron porque el conglomerado tenía dificultades financieras, y vendió o cerró varias de sus plantas de vidrio para reunir capital. El arrendamiento de Dunkerque se anunció en Indianápolis como "una nueva organización... operará ahora la fábrica de vidrio Beatty-Brady hasta ahora controlada por la National Glass Company". La nueva compañía se llamó Indiana Glass Company, y se dijo que tenía un capital social de 125.000 dólares. (125.000 dólares en 1904 equivalen a 4.374.537 dólares en 2024.) Merry era el presidente. El 10 de febrero, los 250 hombres empleados en la planta de Dunkerque se declararon en huelga por problemas con la National Glass Company.Los problemas entre la National Glass Company y los empleados sindicalizados se resolvieron en dos semanas, y el trabajo se reanudó.

## Inicio
Las fuentes no siempre coinciden en la fecha de inicio de la Indiana Glass Company de Dunkerque. Entre 1892 y 1896 existió en Indiana, Pennsylvania, una Indiana Glass Company no relacionada con la anterior. En 1901 se inspeccionó en Dunkerque una Indiana Glass Works, pero su producto figuraba como botellas, y también se inspeccionó la Beatty-Brady Glass Company, fabricante de vajillas. A principios de 1903, la National Glass Company envió a Frank W. Merry a Dunkerque para dirigir la planta de Beatty-Brady. Merry "ayudó a promover la organización de la Indiana Glass Company" en Dunkerque en 1904, y fue elegido presidente de la empresa. La nueva empresa se anunció en enero de 1904, cuando Merry arrendó la fábrica de vidrio de Dunkerque, propiedad de la National Glass Company. El Departamento de Inspección de Indiana indicaba que la Indiana Glass Company tenía 256 empleados en 1904, y sus productos eran "vidrio prensado y soplado". No había ninguna Beatty-Brady Glass Company o Indiana Glass Works en la lista. Sin embargo, 1904 no se considera la fecha de inicio de Indiana Glass, ya que la mayoría de las fuentes enumeran 1907 como la fecha de inicio de la empresa.
En 1907, National Glass Company dejó de pagar los intereses de sus bonos, y un banco presentó una demanda para la ejecución de las hipotecas que se utilizaron como garantía. National Glass entró en suspensión de pagos en diciembre de 1907.Durante ese año, Frank Merry y sus socios formaron una empresa para comprar la fábrica de vidrio de Dunkerque. Los activos de National Glass se vendieron en subasta en noviembre de 1908. La compra de la planta de Dunkerque fue definitiva en 1909, y Frank Merry continuó como presidente[Nota 4] Los principales accionistas eran Frank Merry, Henry J. Batsch, Harold H. Phillips, Charles W. Smalley, Rathburn Fuller y James E. Merry. Desde entonces y hasta 1915, James Merry fue vicepresidente, Phillips secretario y tesorero, y Batsch director de fábrica. En 1915, Smalley sustituyó a James Merry como vicepresidente. En 1916, Charles L. Gaunt sustituyó a Phillips como secretario y tesorero. En 1921, el consejo de administración estaba formado por Frank Merry, Smalley, Gaunt, Batsch y Fuller.

## Primeras operaciones
El gas natural era el combustible original utilizado por las fábricas de vidrio de la zona de Dunkerque para calentar sus hornos. Sin embargo, este combustible, deseable para la fabricación de vidrio porque puede calentar uniformemente, se agotó en la región hacia 1905. Indiana Glass utilizó carbón de Virginia Occidental y Kentucky para fabricar gas de hulla y utilizarlo como combustible para la fabricación de vidrio. Dunkerque tiene una línea de ferrocarril que cruza la ciudad proporcionando un recurso de transporte para el carbón y las materias primas. La arena de Illinois, la ceniza de sosa de los molinos de Detroit y la cal del norte de Ohio eran las principales materias primas que llegaban a Dunkerque para la fabricación de vidrio.
Una revista especializada señalaba en 1916 que Indiana Glass había puesto en marcha "el tanque n.º 3, que sitúa a esta planta a pleno rendimiento"En marzo, se colocó en el tanque n.º 3 una máquina automática de vasos Daubenspeck, que tomaba cantidades precisas de vidrio fundido y lo introducía en los moldes para productos como los vasos. Podía fabricar productos a un ritmo más rápido, y el producto tendría dimensiones uniformes. [Nota 5] Más adelante, ese mismo año, también se observó que la empresa volvía a funcionar a pleno rendimiento y tenía muchos pedidos grandes de vasos y vajilla.
A principios de la década de 1920, la planta empleaba a unas 550 personas cuando funcionaba a pleno rendimiento, y podía producir tres vagones cargados al día de productos de vidrio. En 1921, la empresa se describía como productora de "cristalería de mesa prensada y lámparas", y de "cristalería de color frío y decorada fija".Tenía salas de muestras de sus productos en las principales ciudades, como Nueva York, Filadelfia, Boston, Baltimore, Chicago, San Luis, San Pablo y San Francisco. Un cliente de los productos de bar de la empresa que se hizo muy conocido fue la cadena de puestos de A&W Root Beer. Indiana Glass fue durante mucho tiempo productor de tazas de vidrio utilizadas para servir A&W Root Beer.La vajilla de la empresa se prensaba en moldes en máquinas, mientras que los jarrones y las lámparas eran producidos por sopladores de vidrio.En 1931, Frank Merry murió y Charles L. Gaunt se convirtió en presidente de la empresa.
Al comienzo de la Segunda Guerra Mundial, las fábricas de vidrio empezaron a fabricar menos cristalería para el hogar y más para la guerra, como lentes para aviones, camiones y buques de guerra. La producción de vajillas se reanudó en la década de 1950, pero la demanda disminuyó. En 1953, el presidente de Indiana Glass, Charles L. Gaunt, anunció que su empresa adquiría una participación mayoritaria en la Sneath Glass Company, que había sido cerrada por una huelga. La adquisición permitió a la empresa utilizar la receta de Sneath para fabricar vidrio resistente al calor para su amplio surtido de productos de cristalería. En aquel momento, Indiana Glass era líder en artículos de bar, copas, cristalería decorativa y novedades.

### Fabricación de cristalería moldeada
El vidrio comienza como un lote de ingredientes (arena, sosa, cal y otros ingredientes) que se calientan en un horno. El horno calienta el lote a una temperatura superior a 1.650 °C (3.000 °F), lo que hace que el lote se funda y se convierta en vidrio fundido. En el caso del vidrio soplado en molde, un soplador de vidrio (humano o mecánico) extrae una pequeña gota de vidrio fundido que se insufla en un molde y se le da forma. En el caso del vidrio prensado a máquina, el vidrio fundido pasa a una máquina que deja caer una gota de vidrio medida con precisión en un molde. El molde se aleja del lugar de la inyección y el vidrio se enfría.
Benjamin F. Gift, de Dunkerque, obtuvo en 1916 la patente de una máquina mejorada para fabricar cristalería que recibía una gota de vidrio fundido, alejaba el molde mientras dejaba que el vidrio se enfriara y, a continuación, descargaba la cristalería del molde. Desde el molde, el vidrio caliente se coloca en un horno de lehr (un transportador largo dentro de un horno) donde el vidrio se enfría gradualmente, un proceso denominado recocido. Este enfriamiento gradual es necesario para evitar que el vidrio se agriete o se vuelva quebradizo.En el extremo opuesto del horno, los empaquetadores retiran el vidrio y lo preparan para su envío. En 1931, Jeddiah B. Clark, empleado de Indiana Glass, recibió una patente por un proceso mejorado para transferir vidrio fundido (o gobs) a máquinas de soplado o prensado de vidrio. También recibió una patente en 1936 por el diseño de una bandeja giratoria para sostener recipientes dentro de un frigorífico.

## Productos
Indiana Glass Company tenía muchos modelos de vidrio, y era fabricante de lo que los coleccionistas llaman vidrio de la Depresión. La empresa también era fabricante de lo que los coleccionistas llaman vidrio Goofus, que era vidrio barato con decoraciones pintadas. Una tercera categoría de cristalería asociada a la empresa, también de muy bajo coste, se denomina vidrio Carnival. La empresa también fabricaba cristalería de bar. En 1919, Indiana Glass comenzó a fabricar una jarra de cerveza de 10 onzas. Esta jarra era utilizada por A&W para la cerveza de raíz en sus puestos de A&W Root Beer. A principios de la década de 1920, Indiana Glass introdujo una taza de tamaño infantil que contenía 3,5 onzas y fue utilizada por A&W para los niños.
Algunos de los modelos más conocidos de Depression Glass son Avocado, Indiana Custard, Pyramid, Sandwich y Tea Room. Aguacate es el nombre utilizado por los coleccionistas para el modelo de Indiana Glass número 601.Se fabricó originalmente de 1923 a 1933 en cristal, verde y rosa. A veces se denomina Sweet Pear (Pera dulce) porque el diseño del "aguacate" se parece más a una pera. El patrón se recuperó con 15 colores nuevos, además del rosa y el verde, para los productos de la empresa vendidos a través de Tiara Exclusives en los años 70 y 90.
Indiana Custard es el nombre de colección de la vajilla Flower and Leaf Band que se fabricó entre los años 1930 y 1950. El patrón se utilizaba para juegos de café (tazón, taza y platillo, fuente, azucarero, cremera) utilizando un vidrio opaco de color crema pastelera con bandas decoradas. Una versión en vidrio con leche se llamaba Azahar.
Pirámide es un nombre utilizado por los coleccionistas para el modelo 610 de Indiana Glass. Este modelo se fabricó entre 1926 y 1932. En 1974 y 1975, se hicieron reproducciones utilizando vidrio negro y azul que no se había utilizado anteriormente para este patrón.Las reproducciones negras o azules se hicieron para Tiara Exclusives y se utilizaron en los hogares.Los productos originales Pyramid estaban destinados a uso comercial, pero también se utilizaron en los hogares. Este patrón tenía diseños angulares considerados vanguardistas a finales de los años 20, mientras que la mayoría del vidrio prensado de la época presentaba motivos florales.
El modelo Sandwich, versión de Indiana Glass, se fabricó desde la década de 1920 hasta la de 1980. (Anchor Hocking también tenía un patrón Sandwich.) Para ciertos colores, el color del vidrio para este patrón se puede utilizar para aproximar la década en que se hizo el vidrio. Tiara Exclusives vendía el patrón Sandwich en 1980.
Tea Room es otro modelo destinado a uso comercial, pero también utilizado en los hogares. Al igual que Pyramid, tenía un diseño anguloso considerado vanguardista para finales de los años 20. El modelo se comercializaba para su uso en salones de té, heladerías y fuentes de soda.Tea Room se fabricó sólo de 1926 a 1931. Sin embargo, su aspecto art déco lo ha hecho popular entre los coleccionistas. Las vajillas Tea Room se fabricaron en cristal, ámbar, verde y rosa.

## Corporación Lancaster Colony
En 1957, la Lancaster Lens Corporation adquirió una participación mayoritaria en Indiana Glass. Robert K. Fox, presidente de Lancaster Lens, se convirtió en presidente de ambas empresas. George M. Morton, vicepresidente de Indiana Glass, pasó a ser vicepresidente de ambas empresas.Un mes más tarde, Lancaster Lens cambió su nombre por el de Lancaster Glass Corporation. Se dijo que el nuevo nombre "daba una definición más precisa" de las actividades de fabricación de la empresa. Lancaster Colony Corporation se constituyó en Delaware en 1961 como sociedad de cartera.En 1963, las filiales de Lancaster Colony incluían cuatro empresas no vidrieras, además de Indiana Glass, Lancaster Glass y Bischoff Glass Company.

### Tiara
Tiara Exclusives, una empresa de marketing multinivel propiedad de Lancaster Colony, comenzó el 1 de julio de 1970. La cristalería fabricada por las empresas propiedad de Lancaster Colony (incluida Indiana Glass) se vendía a través de fiestas en casa, de forma similar a como se comercializa Tupperware. Al principio, Tiara fue un éxito y dio trabajo a tiempo parcial a muchas amas de casa. En 1972 empleaba a 750 asesoras de fiestas. La cristalería vendida a través de Tiara que fabricaba Indiana Glass se producía a menudo utilizando patrones antiguos.

## Apogeo y declive

### Años de apogeo
En 1977, Indiana Glass era el quinto productor de cristalería del país. Cuando Lancaster Colony intentó adquirir Federal Glass Company en 1977 para fusionarse con Indiana Glass, la Comisión Federal de Comercio se opuso debido a la preocupación de que una fusión "pudiera reducir sustancialmente la competencia y tender a crear un monopolio"En su punto álgido en 1979, la planta de Dunkerque empleaba a unas 1.300 personas. Indiana Glass también tenía una planta en Sapulpa (Oklahoma).

### Declive
Las importaciones de cristalería a bajo precio fueron un problema para la industria nacional productora de cristalería. En 1986, Indiana Glass cerró una de sus instalaciones de Dunkerque debido a la competencia de las importaciones. Alrededor de 200 empleados perdieron sus puestos de trabajo y recibieron asistencia para el ajuste comercial y formación por parte del gobierno federal. Parte del aumento de la competencia se debió a la Iniciativa de la Cuenca del Caribe y al Acuerdo de Libre Comercio entre Israel y Estados Unidos, que provocaron un enorme aumento de las importaciones de cristalería. Indiana Glass era el tercer productor nacional de cristalería, pero pasó por problemas financieros. Hacia finales de año, empleaba a unas 600 personas.
Lancaster Colony Corporation, que se reincorporó a Ohio el 2 de enero de 1992, tenía múltiples negocios. Su segmento de vidrio y velas representó el 27% de sus ventas netas en el ejercicio fiscal finalizado el 30 de junio de 1994. Indiana Glass y Tiara eran marcas importantes para la empresa en aquella época. Tiara dejó de fabricarse en noviembre de 1998. El cierre de Tiara tuvo un impacto negativo en las ventas de 1999.En 2002, el segmento de Cristalería y Velas de Lancaster Colony registró un descenso de los ingresos durante tres años consecutivos, y experimentó algunas pérdidas debido a la declaración de quiebra de Kmart Corporation.

### Fin de la fabricación de vidrio
El 8 de octubre de 2001, miembros del sindicato American Flint Glass Workers' Union iniciaron una huelga en la planta de Indiana Glass de Dunkerque. En aquel momento, el país atravesaba una pequeña recesión. A mediados de diciembre aún se estaba negociando un nuevo convenio laboral, y durante la huelga se produjeron varios enfrentamientos entre trabajadores y guardias de la empresa. La huelga duró tres meses. La producción se reanudó, pero no duró mucho. Lancaster Colony cesó la producción en la fábrica de Dunkerque de Indiana Glass en noviembre de 2002. Unos 240 trabajadores perdieron inmediatamente su empleo. La razón del cese fue económica: el negocio había bajado en los últimos tres años. Lancaster Colony poseía otra fábrica de vidrio en Sapulpa, Oklahoma, que había pasado a formar parte de Indiana Glass. Tras el cierre de la fábrica de Dunkerque, la producción continuó en la de Sapulpa bajo el nombre de Indiana Glass.
En 2006, el fondo de cobertura activista Barington Capital Group, L.P. inició un esfuerzo para obligar a Lancaster Colony a eliminar su negocio de fabricación de vidrio. En noviembre de 2007, Lancaster Colony vendió la mayor parte de su negocio de fabricación de vidrio, Indiana Glass Company y E. O. Brody Company, a Monomoy Capital Partners LP. Las dos nuevas adquisiciones se fusionaron en Anchor Hocking Company de Monomoy.